# Apollo Microwaves
 (avril 2025).
Motif : Où sont les sources permettant de justifier l'admissibilité de cette entreprise sur Wikipédia ?
- Archive Wikiwix
- Bing
- Cairn
- DuckDuckGo
- E. Universalis
- Gallica
- Google
- G. Books
- G. News
- G. Scholar
- Persée
- Qwant
- (zh) Baidu
- (ru) Yandex
- (wd) trouver des œuvres sur Wikidata

| 1. | Préciser le motif de la pose du bandeau. | Précisez le motif de la pose du bandeau en utilisant la syntaxe suivante : {{admissibilité à vérifier\|date=avril 2025\|motif=remplacez ce texte par le motif}}                        |
| 2. | Informer les utilisateurs concernés.     | Pensez à avertir le créateur de l'article, par exemple, en insérant le code ci-dessous sur sa page de discussion : {{subst:avertissement admissibilité à vérifier\|Apollo Microwaves}} |

 (février 2021).
Si vous disposez d'ouvrages ou d'articles de référence ou si vous connaissez des sites web de qualité traitant du thème abordé ici, merci de compléter l'article en donnant les références utiles à sa vérifiabilité et en les liant à la section « Notes et références ».
Pour les articles homonymes, voir Apollo.
Apollo Microwaves est un fournisseur canadien de composants et de systèmes micro-ondes passifs pour les communications satellite et sans fil.

## Histoire
Au milieu des années 1980, les locaux de l'entreprise se trouvaient au 687, avenue Lépine, dans la municipalité de Dorval, au Québec (Canada), et son numéro de téléphone était le 514-631-7644 (TWX 610 422 3043). Sa devise de l'époque était "Products for communication systems".